# キズ (柑橘類)
キズ（木酢・貴酢、学名：不明）は、ミカン科ミカン属の常緑低木の柑橘類で、香酸柑橘類の一種。果実を食用とする。原産地は福岡県から佐賀県に分布しているといわれているが、狭義ではブランド化を推進している筑前町（旧・夜須町）産の香酸柑橘を指す。
大きさ、果皮、形状はカボスに似ているため、ヘベスと同系統の枝変わり品種ではないかと考えられている。

## 概要
木酢と呼ばれた当地の香酸柑橘は福岡県から佐賀県にわたって自生していたとされているが、今日、福岡県内で知られる木酢は、もっぱら福岡県筑前地方の筑前町にある夜須高原に自生していた品種に目を付け、栽培農家であった鈴木友文が原木から接ぎ木用の枝を譲り受けて栽培、ブランド化したものである。
最盛期には20tの生産を誇り筑前姫酢という名称で一定の知名度を得たものの、他産地との差別化がうまくいかず高付加価値化に失敗した。それに加え先駆者鈴木の逝去により農園は荒廃し、以後は栽培農家も減少し幻の香酸柑橘と呼ばれるまでとなっていた。そこに食品メーカーに勤務していた二代目、鈴木研治が夜須高原産を強調し他産地と差別化、サイダー、ジャム、マーマレード、ポン酢、またはソフトクリームのフレーバーなどを実現、加工品の原料として栽培を進めブランド化を推進し、軌道に乗せた。
木酢は筑前町の特産品にもなっており、道の駅「筑前みなみの里」には多数の木酢加工品を販売するようになっているほか、ふるさと納税の返礼品にも選定されている。その他、久留米市田主丸町や筑後市などでも少量ながら生産がある。
収穫時期は非常に短く、9月下旬から10月中旬。その後は12月上旬まで収穫可能であるが収穫時期によって果皮が変わる。最初は緑色をしており、酸味が強い。後に果皮が黄色く変化し、酸味も抑えられ、まろやかさを増すようになる。種が少ない、果皮が薄い、果汁と果肉が豊富、カボスと比較して酸味が少なく香りが強いなどの特色がある。